# Ancognatha nigriventris
Ancognatha nigriventris är en skalbaggsart som beskrevs av Otoya 1945. Ancognatha nigriventris ingår i släktet Ancognatha och familjen Dynastidae. Inga underarter finns listade i Catalogue of Life.